# Георги Разлогов
Георги Разлогов е български просветен деец, журналист, фолклорист и общественик, участник в националноосвободителното движение на македонските българи.

## Биография
Роден е в 1866 година в Банско, тогава в Османската империя. Докато е студент във Висшето училище, помества народни песни от Банско в Сборника за народни умотворения. В София играе активна роля в дейността на македонската емиграция. Занимава се с журналистика. В 1881 година заедно с Константин Поменов, Димитър К. Оклев, Димитър Македонски основава Българо-македонското благотворително дружество в София, чиято цел е да помага на бедните ученици от Македония и да се отвори българско педагогическо училище в Македония.
Заминава да следва в чужбина, където в 1895 година завършва филология и философия в Лайпцигския университет.
Отново се установява в София, където работи като учител по български език в гимназията към Държавната печатница, където преподава на Марко Григоров.
На 5 август 1903 година по инициатива на Александър Протогеров в София 14 бежански македонски братства основават Върховна (Обща) емигрантска комисия с председател Александър Протогеров, подпредседател Лазар Иванов Лазаров от Разложкото братство, секретари Евтим Спространов и Георги Разлогов и съветник Владимир Руменов, на мястото на разпуснатия през януари Върховен комитет.